# گره مهاراجه
گره مهاراجه (به انگلیسی: Garh Maharaja) یک منطقهٔ مسکونی در پاکستان است که در پنجاب واقع شده‌است.